# 間重富 (小惑星)
間重富（はざま しげとみ、10832 Hazamashigetomi）は小惑星帯に位置する小惑星。群馬県大泉町のアマチュア天文家,小林隆男が発見した。
江戸期の天文学者、間重富から命名された。